# L'Ombre d'une rivale

L'Ombre d'une rivale (The Perfect Neighbor) est un téléfilm canadien réalisé par Douglas Jackson et diffusé aux États-Unis le 11 avril 2005 sur Lifetime.

## Synopsis
Une nouvelle voisine dérangée est obsédée par le mari d'une autre femme.

## Fiche technique
- Titre québécois : Entre voisins
- Titre original : The Perfect Neighbor
- Réalisation : Douglas Jackson
- Scénario : Richard Dana Smith, d'après une histoire de Ken Sanders
- Société de production : S.V. Thrilling Movies
- Durée : 89 minutes
- Pays :  Canada

## Distribution
- Barbara Niven : Donna Germaine
- Perry King : William Costigan
- Susan Blakely : Jeannie Costigan
- Linda Darlow : Grace Palmer
- Lila Bata-Walsh : Trish Costigan
- Anna Silk : Ashley Marin
- Tori Hammond : Rita
- Peter Michael Dillon : Chuck
- Lorraine Ansell : Tippi
- Chuck Shamata : Inspecteur Lupo
- Linda Smith : Sally Innes
- Alan Fawcett : Thomas
- Caroline Redekopp : Kelli
- Mark Camacho : Phil
- Diane White : Secrétaire
- Anna-Marie Frances Lea : Docteur Schneider
- Keara Johnston : Petite Donna
- Brent Donnelly : Père de Donna